# Nyctimantis siemersi
Nyctimantis siemersi, è una specie di rana appartenente alla famiglia delle Hylidae. Anteriormente era l'unica specie del genere Argenteohyla, prima di essere catalogata come Nyctimantis nel 1970. Questa specie si può trovare nel nord dell'Argentina, particolarmente nella provincia di Buenos Aires e a sud della provincia di Entre Ríos, nel sud del Paraguay e nel sud dell'Uruguay.